# Municipio de Sycamore (condado de Montgomery)
El municipio de Sycamore (en inglés: Sycamore Township) es un municipio ubicado en el condado de Montgomery en el estado estadounidense de Kansas. En el año 2010 tenía una población de 908 habitantes y una densidad poblacional de 5,18 personas por km².

## Geografía
El municipio de Sycamore se encuentra ubicado en las coordenadas 37°19′11″N 95°44′54″O / 37.31972, -95.74833. Según la Oficina del Censo de los Estados Unidos, el municipio tiene una superficie total de 175.28 km², de la cual 167.65 km² corresponden a tierra firme y (4.35%) 7.62 km² es agua.

## Demografía
Según el censo de 2010, había 908 personas residiendo en el municipio de Sycamore. La densidad de población era de 5,18 hab./km². De los 908 habitantes, el municipio de Sycamore estaba compuesto por el 93.61% blancos, el 1.87% eran afroamericanos, el 2.09% eran amerindios, el 0.11% eran asiáticos, el 0.11% eran isleños del Pacífico, el 0.66% eran de otras razas y el 1.54% pertenecían a dos o más razas. Del total de la población el 3.3% eran hispanos o latinos de cualquier raza.